# Вук Ђурица
Вук Ђурица (Нови Сад, 20. април 1989) је српски писац.

## Биографија
Рођен је 1989. године у Новом Саду, а своју младост је провео у Бачкој Паланци. Завршио је основне студије на Факултету за менаџмент у Новом Саду и мастер студије на Универзитету Никола Тесла у Београду на одсеку за економију.
Писањем се почео бавити 2023. године, када је и објавио свој први роман Пут самоистребљења. Годину дана касније, објављује и своје друге две књиге, Долина детлића и Боја без имена.

## Дела
- Пут самоистребљења. Београд: Креативна радионица Балкан. 2023. ISBN 978-86-6403-175-2.  109302793.
- Долина детлића. Београд: Креативна радионица Балкан. 2024. ISBN 978-86-6403-182-0.  134630409.
- Боја без имена. Београд: Креативна радионица Балкан. 2024. ISBN 978-86-6403-191-2.  146992905.